# Chic Young
Pour les articles homonymes, voir Young.
 (novembre 2018).
Murat Bernard Young, plus connu sous le nom de Chic Young, né le 9 janvier 1901 à Chicago et mort le 14 mars 1973 à St. Petersburg en Floride, est un auteur de bande dessinée américain connu pour avoir créé le comic strip Blondie, série emblématique du family strip. Il fut en 1949 le troisième lauréat du prix Reuben (alors dénommé prix Billy DeBeck), plus ancien prix de bande dessinée au monde. Son aîné Lyman était également auteur de bande dessinée.

## Biographie
Il passe son enfance à Saint-Louis dans le Missouri. Employé comme secrétaire dans une compagnie ferroviaire, il suit des cours du soir de l'Art Institute of Chicago. En 1920 il crée The affaires of Jane, son premier comic-strip, au sein de la Newspaper Entreprise Association de Cleveland. En 1922, il part à New York où il crée la série Beautiful Bab pour le Bell Syndicate.
Deux ans plus tard, il est débauché par Randolph Hearst et le King Features Syndicate pour créer Dumb Dora (1924). C'est à cette occasion qu'il se met à signer « Chic Young » (« Chic » était son surnom au collège). Dumb Dora est un « flapper-Strip », qui raconte les aventures d'une femme émancipée typique des années 1920. Cependant, contrairement à de nombreux strips de l'époque (Dixie Dugan par exemple), l'héroïne est une écervelée et son portrait n'a rien de très flatteur.
Le succès de Dumb Dora est tel que ce mot (qui n'est pas l'invention de Chic Young mais de Tad Dorgan) ne tarde pas à devenir un nom commun employé pour désigner une fille stupide. Au fil des années, Chic Young dirige une petite équipe dans laquelle figureront Lyman Young (frère de Chic Young), Bud Counihan, Paul Fung Sr, Bill Dwyer, Frank Engli et, surtout, Alex Raymond, futur dessinateur de Flash Gordon.
Bien qu'il n'ait rien signé, il semble qu'Alex Raymond ait une grande part dans Blondie (1931), le comic strip le plus célèbre de Chic Young, que ce dernier expliquera avoir créé par lassitude de l'archétype des flappers, ces jeunes filles en tenues sportives et aux coupes à la garçonne.

Chic Young scénarise Blondie jusqu'en 1972.

## Prix
- 1949 : prix Billy DeBeck (Reuben) pour Blondie